# Карпенко Євген Васильович
Євген Васильович Карпенко (рос. Евгений Васильевич Карпенко; 9 серпня 1980, Кідиш, РРФСР — 27 серпня 2023, Україна) — російський військовик, єфрейтор ЗС РФ. Герой Російської Федерації.

## Біографія
Здобув середню спеціальну освіту. В кінці 1990-х років пройшов дворічну строкову службу у військах спецпризначення.
На початку вторгнення в Україну працював у будівельній компанії в Свердловській області. У вересні 2022 року був призваний в ЗС РФ і призначений командиром відділення взводу військової розвідки 3-ї окремої бригади спецпризначення. Загинув у бою. Похований в Березовському.

## Нагороди
- Медаль «За відвагу» (липень 2023)
- Звання «Герой Російської Федерації» (16 грудня 2023, посмертно) — «за мужність і героїзм, проявлені під час виконання військового обов'язку.» 26 січня 2024 року медаль «Золота зірка» була вручена рідним Карпенка заступником командувача військами Центрального військового округу генерал-лейтенантом Дмитром Глушенковим.